# Treschenu-Creyers
Treschenu-Creyers korábbi község (település) Franciaországban, Drôme megyében. 2019. január 1-jén Châtillon-en-Diois községgel egyesült és az azonos nevű Châtillon-en-Diois új község része lett.
Lakosainak száma 112 fő (2018. január 1.). Treschenu-Creyers Boulc, Châtillon-en-Diois, Glandage, Laval-d’Aix, Saint-Maurice-en-Trièves, Chichilianne, Monestier-du-Percy és Le Percy községekkel határos.

## Népesség
A település népessége az elmúlt években az alábbi módon változott:
| Lakosok száma | 103  | 118  | 104  | 108  | 129  | 133  | 124  | 114  | 112  | 112  |
|               | 1968 | 1975 | 1982 | 1999 | 2006 | 2011 | 2013 | 2016 | 2017 | 2018 |